# Улица Славинского
Улица Славинского (бел. вуліца Славінскага) — улица в Первомайском районе Минска, от улицы Калиновского до улицы Николая Кедышко. Названа в честь участника революционного движения России, советского государственного и партийного работника Адама Семёновича Славинского.

## История
Названа в честь участника революционного движения в России, советского государственного и партийного работника Адама Семёновича Славинского (бел. Адам Сямёнавіч Славінскі, 1885—1937)

## Достопримечательности

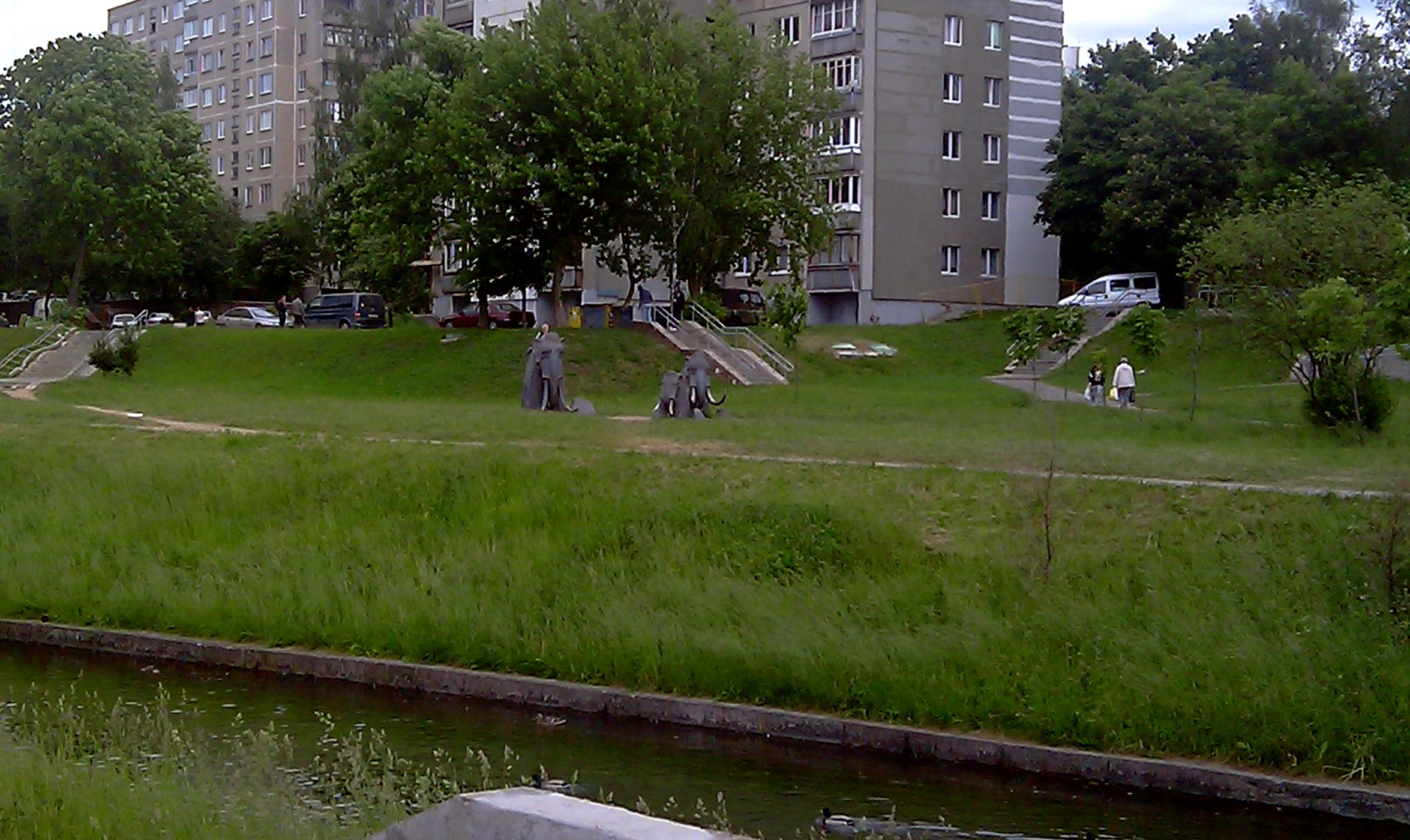
Скульптуры мамонтов на улице Славинского

Комплекс НИИ (архитектор Ю. Г. Григорьев)
Двор дома № 40/4 по ул. Калиновского украшает скульптурная композиция из трёх мамонтов: мама-мамонт, папа-мамонт и мамонтёнок

Улица является одной из границ Севастопольского парка.

## Известные жители
д. 9 — жил известный журналист, киносценарист С. Г. Поляков (1937—2012).

## Транспорт
По улице организовано автобусное и троллейбусное движение. На улице расположена автостанция «Славинского», с которой отправляются несколько пригородных автобусных маршрутов. Ближайшая к улице станция метро — «Восток», однако некоторые автобусные маршруты позволяют добраться также до станции «Московская» и «Парк Челюскинцев».